# Astragalus glycyphyllos
Astragalus glycyphyllos é uma espécie de planta com flor pertencente à família Fabaceae.
A autoridade científica da espécie é L., tendo sido publicada em Species Plantarum 2: 758. 1753.
Os seus nomes comuns são alcaçuz-bastardo, orozuz-falso, astrágalo ou astrágalo-doce.

## Etimologia
Astragalus é nome genérico derivado do grego clássico άστράγαλος e logo do latim astrăgălus, aplicado já na antiguidade para, entre outras coisas, designar algumas plantas da família Fabaceae, devido à forma subcúbica que apresentam as sementes, parecidas a um osso do pé. glycyphyllos é o epíteto em latim que significa  "folhas doces".

## Descrição
Histórica
A seguir apresenta-se a descrição dada por António Xavier Pereira Coutinho na sua obra Flora de Portugal (Plantas Vasculares): Disposta em Chaves Dicotómicas (1.ª ed. Lisboa: Aillaud, 1913):
Flores medíocres ou maiúsculas (12-15 mm), com o cálice glabro e a corola amarelo-esverdeada ou lívida; vagens cilíndrico-trigonais (30-35 x 5-0 mm), não intumescidas, arqueadas, glabras, 2-loculares; cachos ovóides, densos, com o pedúnculo menor que a folha; folhas com 4-7 pares de folíolos grandes, elípticos ou ovados, de ordinário mucronulados. Planta de 3-10 dm, prostrada, glabrescente. Planta vivaz, herbácea. Junho-Julho. Soutos, lugares assombreados, sebes: Fundão.

## Portugal
Trata-se de uma espécie presente no território português, nomeadamente em Portugal Continental (no Minho, na Beira Baixa e em Trás-os-Montes). Em termos de naturalidade é nativa da região atrás indicada.

## Protecção
Não se encontra protegida por legislação portuguesa ou da Comunidade Europeia.